# Leuchtturm Kõpu
Der Leuchtturm Kõpu (estnisch Kõpu tuletorn) ist eines der bekanntesten Wahrzeichen und Touristenziele der estnischen Insel Hiiumaa. Er ist weltweit der drittälteste Leuchtturm, der heute noch in Betrieb ist. Sein früherer Name war schwedisch Övre Dagerort fyr (Leuchtturm Dagerort). Sein Licht kann bei guter Sicht bis zu 35 sm (64,8 km) Entfernung gesehen werden.

## Höhe und Form
Der Leuchtturm der Halbinsel Kõpu wurde auf der mit 67 Metern höchsten Erhebung von Hiiumaa, Tornimägi, errichtet. Er selbst ist 36 m hoch, das Leuchtfeuer strahlt auf 102,6 m über dem Meeresspiegel und ist damit eines der höchsten der Ostsee. Der Leuchtturmschaft hat einen quadratischen Grundriss und massive seitliche Stützmauern, die in die Haupthimmelsrichtungen zeigen.

## Geschichte
Der Bau des Leuchtturms wurde bereits 1490 von Vertretern der Hanse gefordert, deren Bestreben es war, die Zahl der Schiffsverluste an der Hiiu-Sandbank (Neckmansgrund) zu reduzieren und die Schiffe von der Küste fernzuhalten, wo sie durch Piraten gefährdet waren. Der Bischof von Ösel-Wieck, zu dessen Herrschaft Hiiumaa gehörte, gab dem Stadtrat von Tallinn dazu 1500 die Erlaubnis.
Der Bau begann 1505 und dauerte mit Unterbrechungen 26 Jahre. 1531 wurde der Leuchtturm in Betrieb genommen. 1659 wurde der Leuchtturm auf seine heutige Höhe ausgebaut.
Ab 1805 stand der Leuchtturm unter russischer Verwaltung, die umfangreiche Erneuerungsmaßnahmen vornahm. In die südliche Turmstütze wurde ein steinernes Treppenhaus eingebaut und zwei Aufenthalts- und Lagerräume wurden eingerichtet. Die Lampe und die optischen Einrichtungen erhielten 1845 eine hölzerne Verkleidung mit Rauchabzügen. 1869 wurde die Stütze, die das Treppenhaus enthielt, mit Holz überdacht.
Der Leuchtturm wurde 1941 durch deutsche Flugzeuge bombardiert, die aber nur das Leuchtfeuer und die optischen Einrichtungen zerstörten.
Anfang der 1970 und erneut 1979–1981 mussten die Außenwände des Turmes mehrmals wegen fortschreitenden Zerfalls repariert werden. 1989/1990 wurde er mit einer Umkleidung aus Stahlbeton versehen, die die Wände und Grundstützen verstärkte.
Der Leuchtturm Kõpu ist heute öffentlich zugänglich und dient somit neben seiner Funktion als Navigationshilfe auch als Aussichtsturm über die Halbinsel Kõpu.